# Wolfgang Kügler
Wolfgang Kügler (fl. XX secolo) è stato un agente segreto e criminale di guerra tedesco, Teilkommandoführer dell'Einsatzkommando 2, una suddivisione dell'Einsatzgruppe A.
Dopo la seconda guerra mondiale, fu processato e ritenuto colpevole di crimini di guerra in Germania occidentale. La sua condanna sarebbe stata di 8 mesi di carcere e una multa. L'accusa più grave contro di lui fu di aver organizzato e di essere stato al comando del massacro di circa 2700 ebrei, per lo più donne e bambini, sulla spiaggia di Liepāja, in Lettonia. Kügler affermò di essere assente per congedo in Germania nel periodo in cui si verificarono questi omicidi.

## L'Einsatzgruppen e l'SD
Il regime di occupazione nazista prevedeva di uccidere quante più persone "indesiderabili" possibili durante l'Operazione Barbarossa: gli "indesiderabili" negli Stati baltici inclusero comunisti, zingari, malati di mente e soprattutto ebrei. Le esecuzioni dovettero essere eseguite da quattro task force, note come Einsatzgruppen (A, B, C, D); per gli Stati baltici l'unità responsabile fu l'Einsatzgruppe A, inizialmente sotto il comando di Franz Walter Stahlecker.
L'organizzazione di polizia segreta nazista, nota come Sicherheitsdienst o SD, fornì la maggior parte del personale per le Einsatzgruppen. La SD stabilì per la prima volta il suo potere in Lettonia attraverso l'Einsatzgruppe A, che fu suddiviso in unità denominate Einsatzkommandos 1a, 1b, 2 e 3. Quando la linea del fronte si spostò più a est, l'Einsatzgruppe A si spostò fuori dalla Lettonia, rimanendo nel paese solo poche settimane, dopodiché le sue funzioni furono rilevate dalla SD "residente".

## Le attività in Lettonia
Kügler arrivò a Liepāja, in Lettonia, il 10 o 11 luglio 1941, per assumere il comando della SD residente. Da allora fino all'aprile 1943 fu responsabile dei massacri di Liepāja e dintorni. Coerentemente con la pratica SD, gli ordini di uccisione non furono messi per iscritto ma furono impartiti solo a voce. Kügler si recò a Riga ogni due settimane per ricevere queste istruzioni, e in base a questi ordini supervisionò personalmente almeno una sparatoria di massa.

## Il massacro di dicembre a Šķēde
Nel dicembre 1941 la SD di Liepāja, insieme ai loro collaborazionisti lettoni, eseguirono l'esecuzione di circa 2700 ebrei sulla spiaggia di Šķēde. Furono scattate alcune fotografie degli omicidi di dicembre e queste sono disponibili ancora oggi, tanto da diventare le immagini più famose dell'Olocausto in Lettonia. Se Kügler fosse stato effettivamente presente al massacro di dicembre è oggetto di controversia. Nei processi del dopoguerra, diversi testimoni tedeschi della SD affermarono che Kügler fu in congedo, mentre tutti i testimoni lettoni riportarono la sua presenza.

## Carriera dopo la Lettonia
Nell'aprile 1943 Kügler fu sostituito dall'SS-Obersturmbannführer Kurt Jurgschait. Secondo un processo del dopoguerra in Germania, i motivi della sua rimozione furono il furto di proprietà che un tempo appartennero agli ebrei assassinati. Fu anche sospettato di essere troppo amichevole con i lettoni, inclusa la sua amante e interprete, la signora Kronbergs. Il professor Ezergailis riferisce che Kügler fu condannato a 8 mesi di reclusione più una multa.